# 발레아레스해

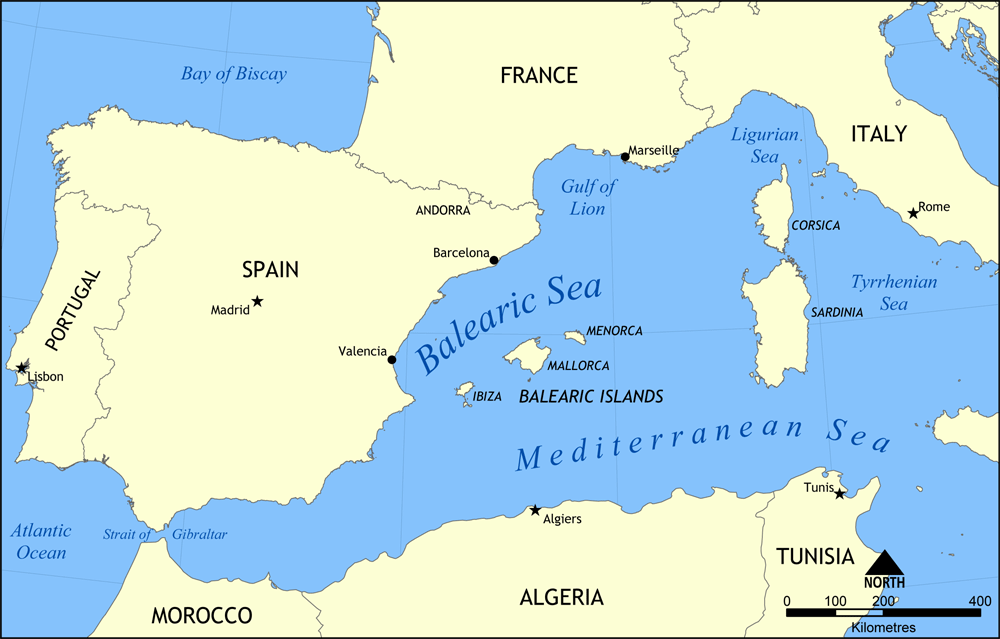
발레아레스 해 지도

발레아레스 해는 스페인의 동쪽 해안과 발레아레스 제도 사이의 지중해 해역이다.

## 같이 보기
- 리옹만